# E66

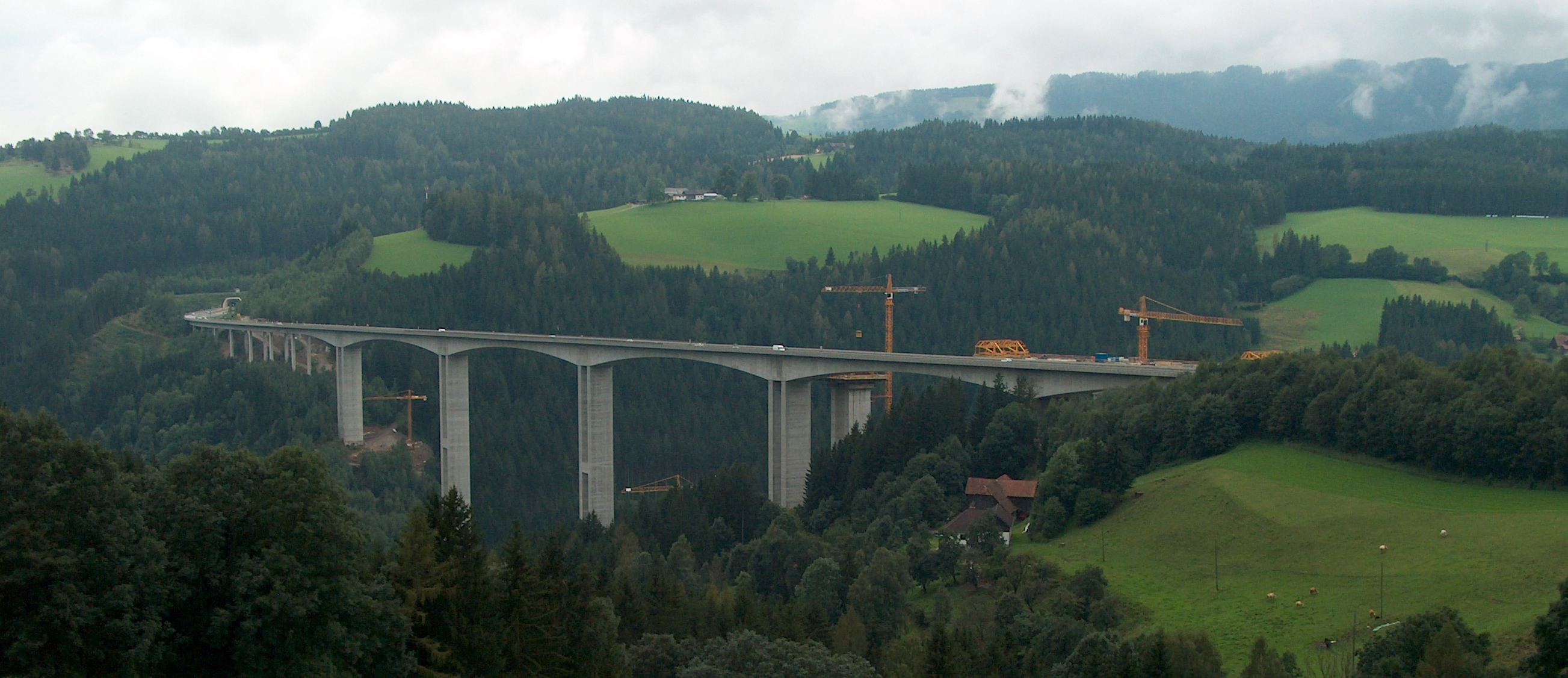
E66 på ny bro väster om Graz.

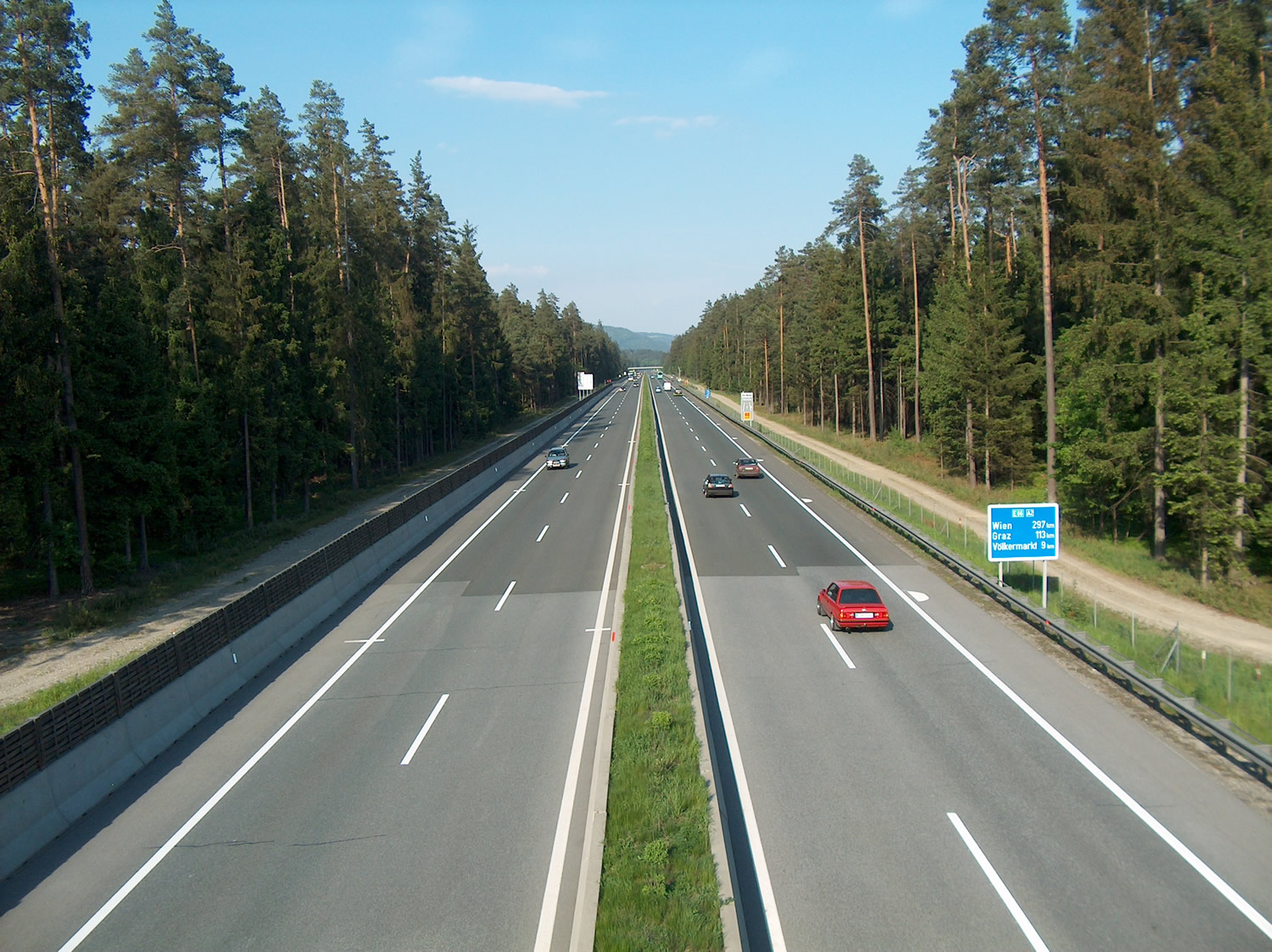
E66/A2 öster om Klagenfurt.

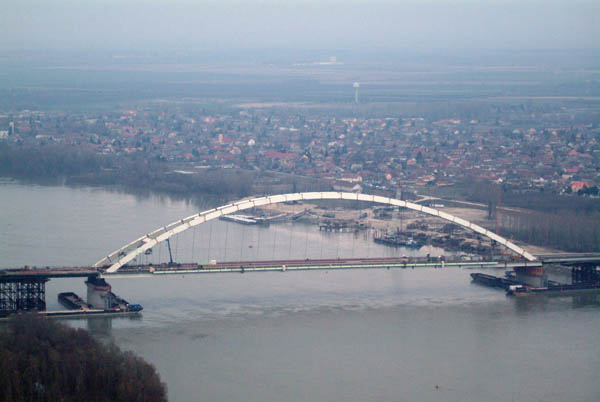
E66/M8 över Donau.

E66 eller Europaväg 66 är en 840 kilometer lång europaväg som börjar nära Brixen i Italien, passerar Österrike och slutar i Szolnok i Ungern.

## Sträckning
Brixen - San Candido - (gräns Italien-Österrike) - Spittal an der Drau - Villach - Klagenfurt - Graz - (gräns Österrike-Ungern) - Veszprém - Székesfehérvár - Kecskemét - Szolnok

## Motorvägar
E66 är motorväg längs 250 kilometer på motorväg A2 i Österrike, och landsväg i övrigt. Det är en kort sträcka motorväg i Ungern nära Donau.

## Anslutningar
| - E25 - E55 - E57 |  | - E59 - E65 - E71 |  | - E73 - E75 - E60 |

## Historia
Dagens E66 infördes i mitten på 1980-talet mellan Brixen och Székesfehérvár. E66 förlängdes 2013 till Szolnok. Dagens E66 hade inget europavägsnummer i det äldre systemet utom sträckan Villach - Graz som hette E7.

### Gamla E66
I det gamla europavägssystemet gick E66 i Danmark och Sverige. Mellan 1980 och 1992 hade den sträckningen Esbjerg - Odense - (färja över Stora Bält) - Køge - Dragør - (färja över Öresund) - Limhamn - Malmö - Lund - Kristianstad - Karlskrona - Kalmar - Oskarshamn - Västervik - Norrköping. Före 1980 gällde endast den danska delen. Idag heter forna E66 Esbjerg-Malmö E20 och delen Malmö-Norrköping E22.